# CAMP (短電影)
《CAMP》是由韓國導演尹洪承與韓國演員張根碩共同企劃、導演的短篇電影，於2013年9月拍攝，2015年3月14日發行，片長共40分鐘，由韓國Tree J Company及日本Frau International CO（页面存档备份，存于）.共同製作發行。
《CAMP》全片主要在韓國濟州島漢拿山區拍攝。內容以一個夢境為主軸，描寫20多歲的紀錄片導演張根碩 (由張根碩飾演)跟自己的父親有著衝突的關係，某次接受任務進入深山拍攝生態紀錄片，卻意外迷失在山林之間而發生的一場奇遇。本來堅信「現在是由過去所決定」的男主角也在這場奇妙的境遇之後，開始思考「過去形塑了現在，現在也鑄造了過去，而這些是向前展望的」。
本片於2015年3月12日於日本東京舉辦特別試映會，張根碩本人親臨現場說明拍片理念。「生命的目的是要活出一個有目的的生命」是本片的命題，「過去、現在、未來的時間紐帶，對於20到30歲階段的年輕人有何意義?」亦是本片要探討的議題。日本各地包括北海道、沖繩等地的50餘家電影院也同步參與這場首映。除首映會外，《CAMP》一片並未在電影院上檔播放，而是以電影DVD、製作DVD及照片集的組合發行。本片發行第一周即獲得日本公信榜DVD類銷量榜周冠軍。